# Nashville
Nashville je hlavní město amerického státu Tennessee založené roku 1779.
Nachází se na řece Cumberland v Davidson County v severo-střední části státu. Je hlavním střediskem zdravotní péče, americké country hudby, hudebního vydavatelství a dopravního průmyslu. Rozloha města je 1362,5 km² a žije tu přibližně 689 tisíc obyvatel, čímž je největším městem v Tennessee a 21. největším městem Spojených států podle sčítání obyvatel z roku 2020. Je součástí největší metropolitní oblasti státu, ve které žije více než 1,4 milionu obyvatel.

## Music City USA
Kromě New Orleansu se v hudbě prakticky žádné jiné město USA nemůže rovnat Nashville, buď rozsáhlým nahrávacím odvětvím, živými vystoupeními anebo mnohými hudebními kluby a bary.[zdroj?] Největší představení se mohou konat v Tennessee Performing Arts Center. Město každoročně přitahuje tisíce turistů z celých USA a je místem konání největšího festivalu country hudby, CMA Music Festivalu.

## Dějiny

### 18. a 19. století
Město Nashville bylo založeno Jamesem Robertsonem a Johnem Donelsonem v roce 1779, poblíž Fort Nashborough. Město bylo pojmenováno po Francisi Nashovi, hrdinovi Americké války za nezávislost.
V roce 1897 byl v Nashvillu postaven Parthenon.

### 21. století
3. března 2020 tornádo postupující od západu na východ zasáhlo předměstí Nashville a zabilo nejméně 25 lidí a nechalo desítky tisíc lidí bez elektřiny.
25. prosince 2020 vybuchlo v centru Nashville zaparkované vozidlo, jednalo se o úmyslný čin. Tři lidé byli zraněni.

## Demografie
Podle sčítání lidu z roku 2010 zde žilo 601 222 obyvatel.

### Rasové složení
- 60,5 % bílí Američané
- 28,4 % Afroameričané
- 0,3 % američtí indiáni
- 3,1 % asijští Američané
- 0,1 % pacifičtí ostrované
- 5,1 % jiná rasa
- 2,5 % dvě nebo více ras

Obyvatelé hispánského nebo latinskoamerického původu, bez ohledu na rasu, tvořili 10,0 % populace.

## Sport
V Nashvillu sídlí také 2 kluby hrající nejvyšší americké soutěže NHL a NFL. Obrovskou podporou fanoušků a slavných osobností se může pyšnit klub Nashville Predators, který hraje domácí utkání v Bridgestone Arena o kapacitě 17.113 diváků. Klub si postupně získává respekt v celé NHL a je často označován za černého koně soutěže. Naopak v NFL bojuje tým Tennessee Titans, který hraje domácí utkání na stadionu LP Field o kapacitě 69.143 diváků, který se nachází 8 km od centra Nashvillu. Tým na větší úspěchy zatím stále čeká.
Do MLS vstoupil v roce 2020 fotbalový tým Nashville SC.

## Osobnosti
- Kitty Wells (1919–2012), countryová zpěvačka
- Bettie Page (1923–2008), pin-up modelka
- Gregg Allman (1947–2017), rockový hudebník
- Annie Pottsová (* 1952), herečka
- James Denton (* 1963), herec
- Hank Williams III (* 1972), zpěvák, kytarista, hudební skladatel
- Young Buck (* 1981), rapper
- Chord Overstreet (* 1989), herec a zpěvák
- Justin Prentice (* 1994), herec
- Natalia Dyer (* 1995), herečka
- Noah Cyrus (* 2000), zpěvačka

## Partnerská města
- Belfast, Severní Irsko, Spojené království
- Caen, Francie
- Edmonton, Alberta, Kanada
- Girona, Španělsko
- Magdeburg, Sasko-Anhaltsko, Německo
- Mendoza, Argentina
- Pernik, Bulharsko
- Tchaj-jüan, Čína

## Fotogalerie

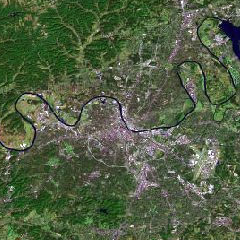
Satelitní snímek
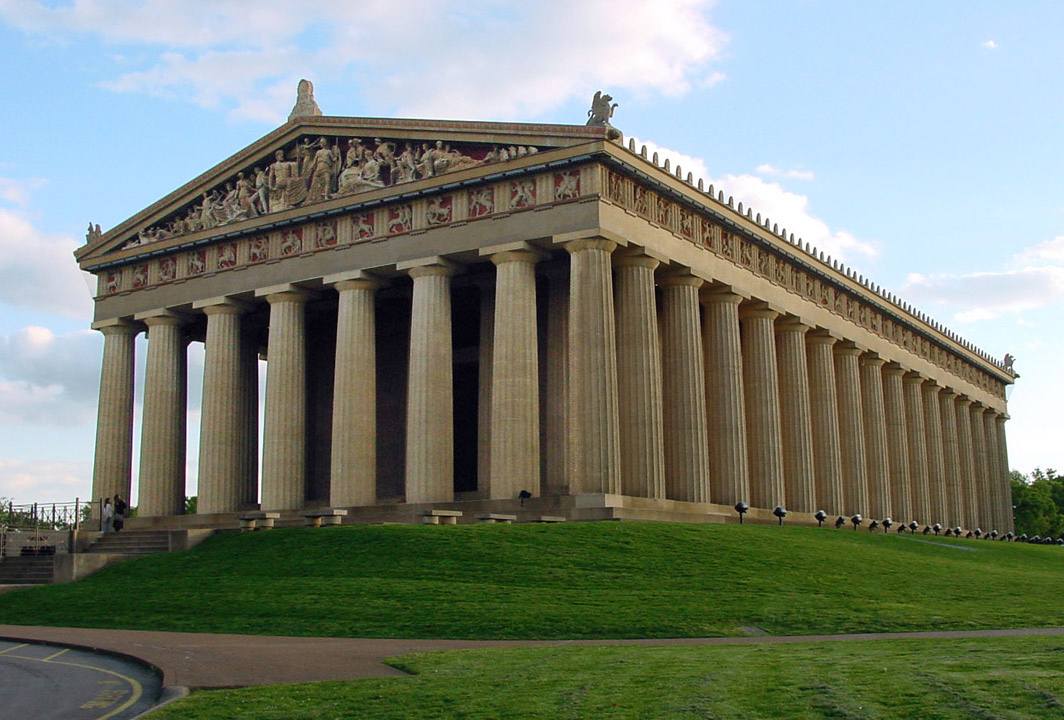
Parthenon
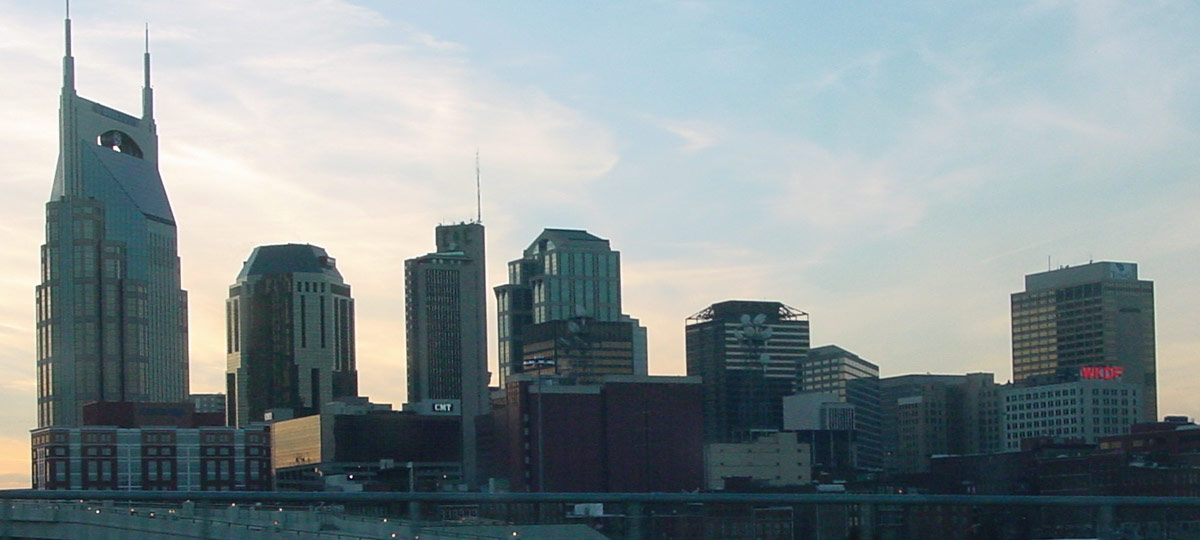
Panorama
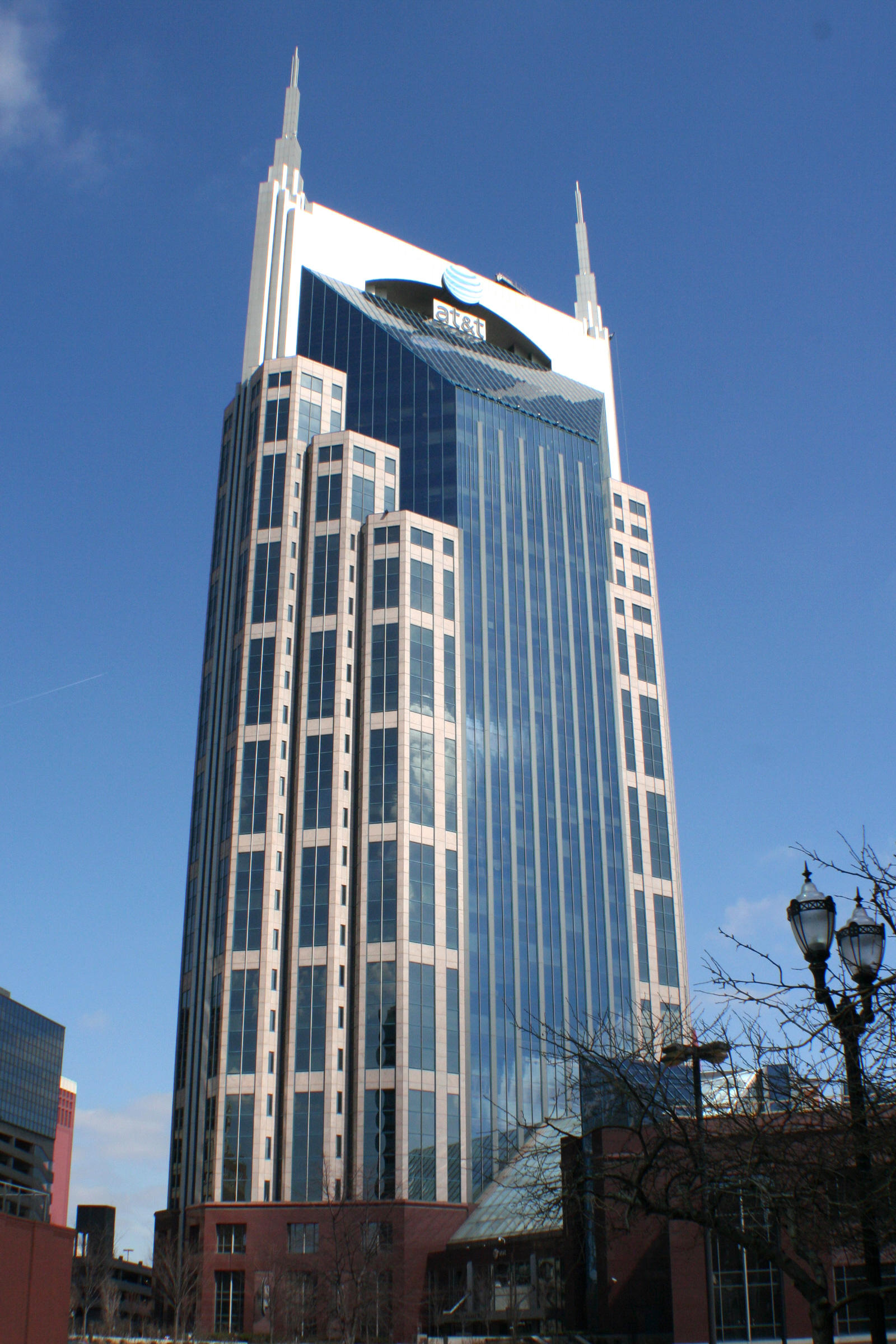
AT&T Building